# Як-9
Як-9 — советский одномоторный истребитель-бомбардировщик времён Великой Отечественной войны. Был разработан КБ под управлением А. С. Яковлева. Являлся самым массовым советским истребителем Великой Отечественной войны. 
Производился с октября 1942 по декабрь 1948 года, всего было построено 16 769 самолётов (с 1942 по 1945 год — 14 579 самолётов).

## История создания
Як-9 явился закономерным продолжением истребителей Як-1 и Як-7. С конструктивной точки зрения он представлял собой дальнейшее развитие Як-7. Мало отличаясь от него по внешнему виду, Як-9 в то же время был во всех отношениях более совершенным. Это естественно, поскольку при создании этого самолёта был учтен почти двухгодичный опыт производства и боевого применения Як-1, и имелась возможность более широкого применения дюралюминия, в котором страна испытывала уже не такие большие затруднения, как в начале войны. Использование металла позволило, в частности, существенно уменьшить массу конструкции, а выигрыш использовать либо для увеличения запаса горючего, либо для оснащения самолёта более мощным вооружением и более разнообразным спецоборудованием.
Як-9 выпускался на трёх крупных заводах (№ 82 в Москве, № 153 в Новосибирске и № 166 в Омске), принимал участие во всех операциях Советской Армии, начиная со Сталинградской битвы. 
Самолёт был предельно прост по конструкции и приспособлен для производства в условиях военного времени. Почти все материалы, из которых он строился, вырабатывались в местах его изготовления.
Все модификации истребителя обладали отличными лётно-техническими характеристиками, не имели значительных конструктивных или эксплуатационных дефектов, приводящих к авариям.
Як-9 стал самым массовым истребителем советских ВВС периода Великой Отечественной войны. В середине 1944 г. самолётов Як-9, Як-9Т и Як-9Д в сумме было больше всех других находившихся на вооружении истребителей, вместе взятых, и они в большой мере заменили Як-1 и Як-7Б на основных фронтах. Выпуск Як-9 на заводе № 153 достигал 20 самолётов в день.
Первым серийным самолётом стал Як-9 с двигателем М-105ПФ. Як-9 с двигателем М-105ПФ и винтом ВИШ-61П являлся фронтовым истребителем. Он представлял собой серийный самолёт, прототипом для которого послужил облегчённый вариант самолёта Як-7ДИ. От последнего Як-9 имел ряд отличий, основные из которых следующие: запас горючего и число бензобаков уменьшены соответственно с 500 кг и четырёх баков до 320 кг и двух баков (на Як-7ДИ в облегчённом варианте два консольных бака не заливались, на серийных Як-9 они отсутствовали); запас масла уменьшен с 50 до 26…30 кг; сняты бомбодержатели для наружной подвески бомб.
Вооружение Як-9 было аналогично Як-7ДИ — одна мотор-пушка ШВАК с боезапасом 120 патронов и один (левый) синхронный пулемёт УБС с боезапасом 200 патронов. Полётная масса по сравнению с облегчённым вариантом Як-7ДИ увеличилась до 2870…2875 кг, что объяснялось в основном более низкой культурой производства и менее жёстким массовым контролем на серийных заводах по сравнению с опытным производством ОКБ А. С. Яковлева.
Впервые в боевых действиях Як-9 принял участие во время советского контрнаступления под Сталинградом во второй половине декабря 1942 года.
Як-9 был очень маневренным как в вертикальной, так и в горизонтальной плоскостях, легким в управлении. Например, в бою на вертикалях Як-9 заходил в хвост Me-109F после первого же боевого разворота, а в бою на горизонталях — после 3-4 витков виража.
В июне 1943 года в районе Курска на серийных самолётах Як-9 из-за неосвоенности технологии производства имели место несколько случаев отрыва деревянной обшивки от каркаса крыла в полёте. Этот дефект устранялся по мере его появления бригадами ОКБ и серийных заводов непосредственно в строевых частях. В мае 1944 на Як-9М и последующих модификациях этот дефект был окончательно устранён.

## Конструкция
Все самолеты-истребители, созданные в ОКБ А.С. Яковлева в годы Великой Отечественной войны, представляют собой дальнейшее развитие истребителя Як-1. Як-9 был спроектирован на базе Як-7 и Як-1. Як-9 - одноместный, одномоторный поршневой моноплан с низкорасположенным свободнонесущим крылом и убирающимся в полете трёхопорным шасси. Самолет имел смешанную конструкцию, детали, узлы и агрегаты изготавливались из дерева, дюраля, фанеры и полотна.
Фюзеляж — каркас ферменной конструкции сварной из хромансилевых труб. К передней части каркаса крепилась моторама. В передней части каркас обшивался дюралюминиевыми листами, хвостовая часть обшивалась полотном. 
В центральной части фюзеляжа располагалась кабина пилота. Фонарь кабины в передней и задней части был защищен бронестеклами, а центральная часть была сдвижной и сбрасываемой. За спинкой сидения летчика была установлена бронеплита.
Крыло — неразъемное, двухлонжеронное. Силовой набор крыла -  дюралевые лонжероны, нервюры и стрингера деревянные. Обшивка работающая, фанерная. Сверху обшивка была обклеена полотном на эпоксидном клее. Механизация крыла - элероны и тормозные щитки. Элероны имели металлический каркас и полотняную обшивку.. Снизу в средней части крыла был подвешен тормозной щиток на шомпольной петле. Управление элеронами осуществлялось с помощью тяг, тормозные щитки управлялись пневмосистемой. В крыле размещались топливные баки.
Хвостовое оперение — свободнонесущее, смешанной конструкции. Каркас киля и стабилизатора - металлические лонжероны и нервюры, обшивка частично состояла из фанеры и полотна. Рули высоты и направления - дюралевый каркас и полотняная обшивка. Управление рулями производилось посредством тяг.
Шасси — трехопорное убирающееся с хвостовым колесом. Главные стойки складывались в носок крыла в направлении к оси фюзеляжа. Хвостовой костыль убирался назад по полету. Колеса основных стоек были снабжены пневмотормозами. Амортизация основных стоек масляно-воздушная. Уборка и выпуск шасси производился с помощью пневмосистемы. Аварийный выпуск производился вручную.
Силовая установка — поршневой V-образный двигатель жидкостного охлаждения М-105ПФ мощностью 1250 л.с. 
Воздушный винт трёхлопастный, дюралюминиевый, диаметром 3,0 м, гидравлический автомат с изменяемым шагом. Управление двигателем и винтом осуществлялось из кабины пилота с помощью тросовых тяг. 
Водорадиатор размещался под кабиной в кожухе в тоннеле, маслорадиатор под двигателем в выступающем кожухе. Два воздухозаборника к карбюраторам двигателя шли от отверстий в носке крыла у фюзеляжа. Топливные баки  размещались в крыле и в фюзеляже перед кабиной под ней и за ней. Общий объем топлива до 480 литров. Масла 48 кг.
Вооружение — пушка, размещенная в развале двигателя и синхронный пулемет, стреляющий через плоскость винта. Вооружение и бронирование самолета в процессе выпуска существенно изменялись. На различные модификации самолета устанавливались пушки разных калибров, был также вариант с внутренной подвеской бомб. Было не менее десяти модификаций Як-9 по вооружению.

## Модификации
Главной особенностью Як-9 являлась его способность модифицироваться в самые разнообразные по назначению и по боевому применению типы самолётов, включая фронтовой истребитель с обычным и тяжёлым вооружением, истребитель дальнего сопровождения, истребитель-бомбардировщик, истребитель-фоторазведчик, высотный истребитель-перехватчик, двухместный невооружённый пассажирский самолёт специального назначения, двухместный учебно-тренировочный и вывозной истребитель.
Як-9 имел 22 основные модификации, из которых 15 строились серийно. На Як-9 устанавливались пять различных новых и модифицированных типов двигателей, шесть вариантов числа и объёма бензобаков, семь вариантов вооружения и два варианта спецоборудования. Кроме того, у Як-9 было две существенно отличавшихся разновидности крыла: смешанной и цельнометаллической конструкций. Все модификации Як-9, кроме исходной конструкции, имели специальные индексы.

### Як-9У

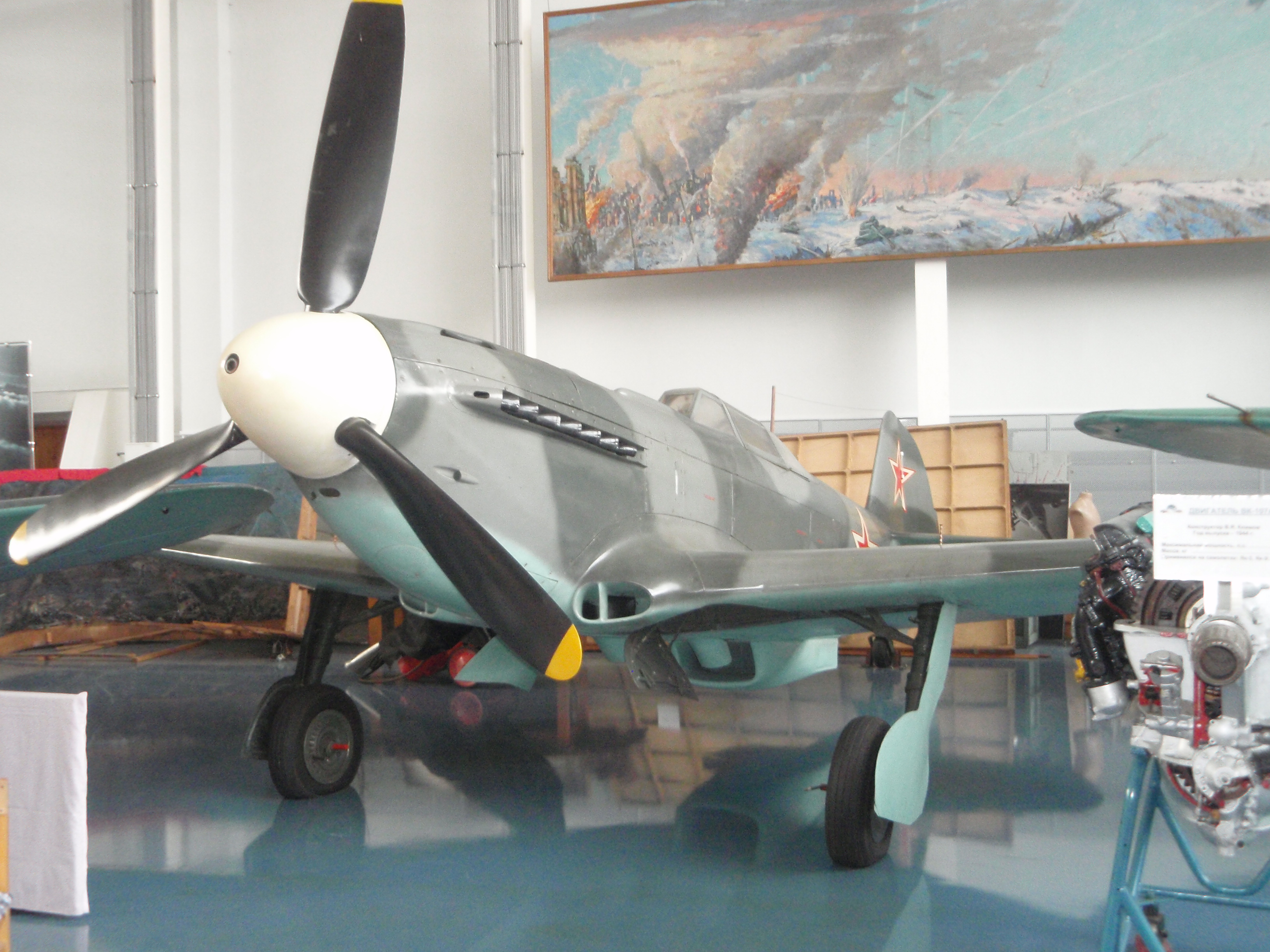
Як-9У в Центральном музее Военно-воздушных сил РФ, Монино

### Як-9 с М-106ск
Опытный самолёт, попытка улучшить характеристики Як-9 за счёт установки более мощного двигателя М-106ск, оснащённого односкоростным нагнетателем. Самолёт вышел на испытания в октябре 1942 года. Однако двигатель работал неудовлетворительно и истребитель остался в единственном экземпляре.

### Як-9 с М-107А

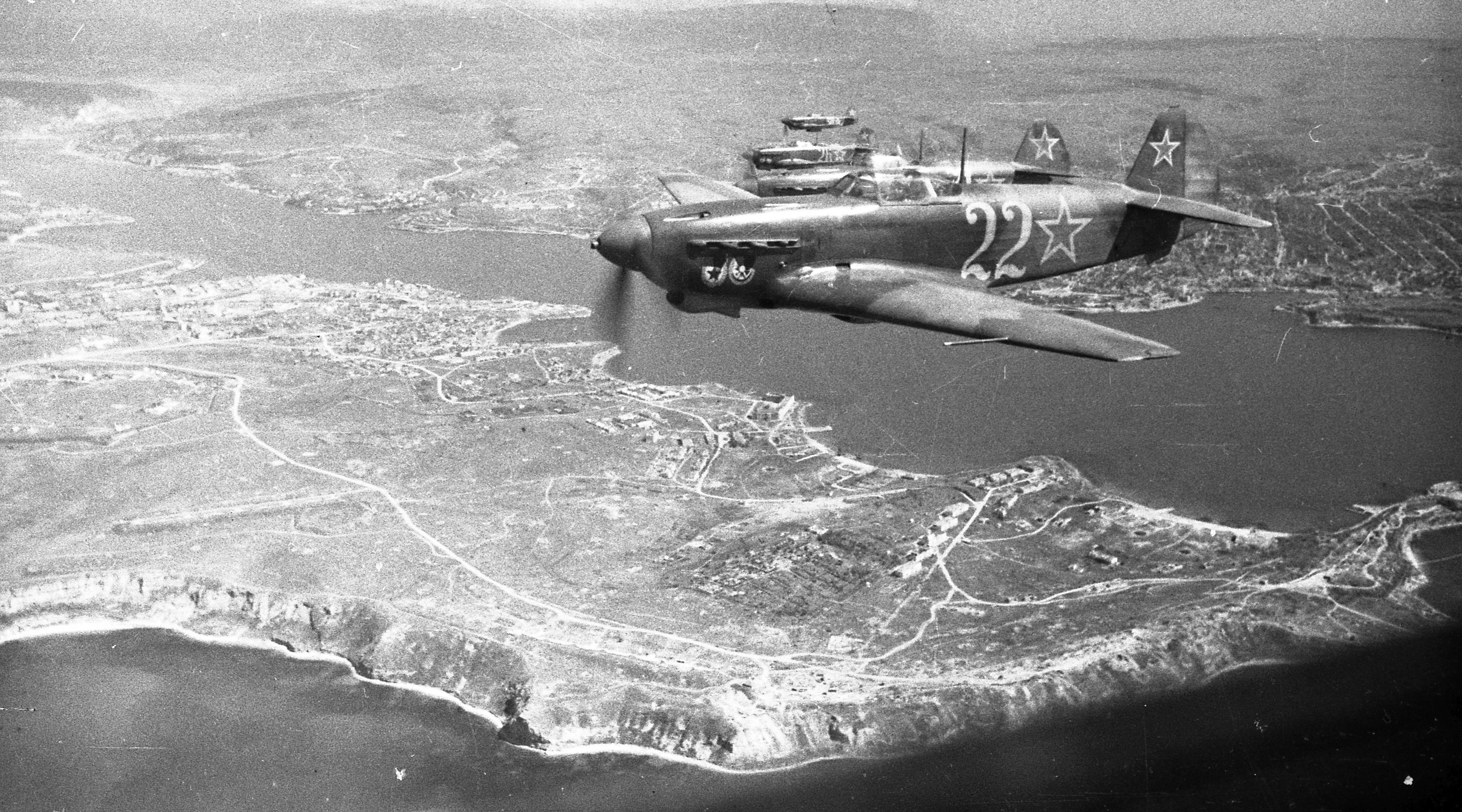
Як-9Д над Севастополем

Самолёт испытывался в декабре 1942 года. Перспективный двигатель М-107А при таких же габаритах как и М-105ПФ имел гораздо большую мощность, но оказался ещё «сырым», и однажды из-за его отказа самолёт потерпел аварию, в которой чуть не погиб лётчик-испытатель П. М. Стефановский. Этот вариант Як-9 был изготовлен лишь в одном экземпляре.

### Як-9Д (дальний)
Эта модификация отличалась от базовой модели большим запасом топлива (ЯК-9 320 кг, ЯК-9Д 480 кг). Топливо размещалось не в двух баках как на ЯК-9, а в четырёх: двух корневых по 208 л и двух консольных по 117 л. Максимальная дальность полёта достигла 1400 км. Производство ЯК-9Д началось в марте 1943 года (вместо ЯК-9) и продолжалось до мая 1944 года. Всего было выпущено 3068 истребителей ЯК-9Д.

### Як-9Т (танковый)
На самолёте в развале блока цилиндров двигателя М-105ПФ была установлена 37 мм пушка НС-37. Из-за большой длины орудия кабину лётчика сдвинули назад на 0,4 м, также было проведено усиление конструкции и агрегатов. Боезапас состоял из 30-32 выстрелов пушки НС-37 и 200—220 патронов синхронного пулемёта УБ. Масса секундного залпа составляла 3,74 кг. 37-мм пушка позволила увеличить дистанцию открытия стрельбы: для нарушения боевого порядка бомбардировщиков 1000—1200 м; по отдельным не маневренным бомбардировщикам 500—600 м. Як-9Т с успехом применялся для атаки наземных целей. Бронебойные снаряды с дистанции 500 м под углом 45 градусов пробивали броню толщиной 30 мм. Однако сильная отдача орудия приводила к тому, что в сторону цели уходило лишь первые несколько снарядов. В отчёте о войсковых испытаниях самолёта отмечалось: «лётчик, летающий на Як-9Т, должен быть своего рода снайпером и уметь поражать самолёт врага наверняка — с первого выстрела». В конце 1943 г. самолёт использовался для борьбы с морскими целями противника на Чёрном море. В период с марта 1943 г. по июнь 1945 г. было построено 2748 самолётов Як-9Т.

### Як-9ТД (танковый дальний)
Самолёт Як-9Т с увеличенным запасом топлива, четыре бака как на Як-9Д. Выпускался в 1944 г.

### Як-9К (крупнокалиберный)
Модификация Як-9Т, на которой вместо 37 мм пушки НС-37 была установлена 45 мм пушка НС-45. Зазор между полым валом редуктора винта и проходящим сквозь него стволом пушки составлял всего 0,75 мм. Для уменьшения силы отдачи, которая составляла 7тс, ствол НС-45 снабдили дульным тормозом. Но всё же при стрельбе на небольших скоростях самолёт разворачивало, а летчик испытывал резкие толчки. Было рекомендовано вести стрельбу короткими очередями по 2-3 выстрела. Масса секундного залпа Як-9К достигла 5,53 кг. В апреле-июне 1944 г. построили серию Як-9К из 53 самолётов. За время войсковых испытаний истребители провели 51 воздушный бой, в ходе которых было сбито 8 FW-190A-8 и 4 BF-109G (встреч с бомбардировщиками не было). Свои потери составили 1 Як-9К. Средний расход 45-мм снарядов на сбитый самолёт противника составил 10 штук. Як-9К не стали выпускать большой серией по причине ненадёжной работы пушки НС-45.

### Як-9П (пушечный)
Опытный вариант Як-9. Вместо синхронного 12,7 мм пулемёта УБ на самолёте была установлена 20 мм пушка ШВАК  (СП-20) с боезапасом 175 снарядов. Як-9П изготовлен в марте 1943 г.

### Як-9ТК
Самолёт имел усиленную конструкцию отдельных узлов и унифицированную систему монтажа центральной пушки, которая позволяла в полевых условиях в зависимости от боевых задач ставить пушку ШВАК либо 23 мм пушку ВЯ-23, либо НС-37, либо НС-45. Изготовлен во второй половине 1943 г.

### Як-9М (модифицированный)
Самолёт представлял собой развитие Як-9Д с фюзеляжем от Як-9Т, то есть с кабиной пилота, сдвинутой назад на 0,4 м. Также были внедрены многие улучшения. По своим лётным и пилотажным характеристикам Як-9М вначале почти не отличался от Як-9Д. Но в конце 1944 г. на самолёте начали устанавливать более мощный и менее высотный двигатель ВК-105ПФ-2, что дало некоторое увеличение скорости и улучшение скороподъемности на небольшой высоте. Як-9М стал одним из самых массовых в советских ВВС. Общее число построенных самолётов составило 4239 штук. Модификация Як-9М была, таким образом, самым многочисленным вариантом «девятки»

### Як-9С
Самолёт на базе Як-9М с двигателем ВК-105ПФ-2. Главным отличием от базовой модели было вооружение, которое включало 23 мм мотор-пушку НС-23 и две синхронные 20 мм пушки БС-20С. Государственные испытания завершились в сентябре 1945 года и показали неудовлетворительные по современным требованиям данные. В серийное производство Як-9С решили не запускать.

### Як-9ДД (дальнего действия)
В 1944 году появился новый советский бомбардировщик Ту-2, для его сопровождения не хватало дальности даже у Як-9Д. Также требовался самолёт, дальность полёта которого позволяла бы проводить операции совместно с авиацией стран антигитлеровской коалиции. Таким самолётом стал Як-9ДД. На самолёте было установлено восемь крыльевых баков, запас топлива составил 630 кг. Было усовершенствовано приборное и радиосвязное оборудование, для обеспечения полётов на большом расстоянии от баз и плохих погодных условиях. Максимальная дальность полёта достигла 1800 км. Масса стала рекордной для самолётов этого типа — 3390 кг. Вооружение истребителя осталось стандартным: 20-мм пушка и 12,7-мм пулемёт. Кабина пилота была смещена на 0,4 м, как на Як-9Т. Як-9ДД применялся на всех участках фронта. В августе 1944 г. группа из двенадцати истребителей была направлена на авиабазу союзников, расположенную близ итальянского города Бари, для сопровождения транспортных C-47, доставлявших грузы югославским партизанам. При перебазировании был выполнен беспосадочный перелет Бельцы-Бари протяженностью почти 1300 км, прошедший, в основном, над территорией противника. За время пребывания в Италии группа выполнила 150 боевых вылетов. Хотя встреч с самолётами противника не было, работа была тяжёлой. Во время посадки С-47, группа сопровождения находилась в воздухе в ожидании разгрузки, а затем сопровождала транспортные самолёты на обратном пути. Нередко Як-9ДД приходилось выполнять посадки на небольшие партизанские аэродромы в сложных метеоусловиях. За всё время выполнения задания в работе систем и агрегатов Як-9ДД не было зафиксировано ни одной поломки. На Як-9ДД советские летчики также сопровождали B-17 и B-24 при совершении перелетов из Полтавы в Бари.

### Як-9Р (разведчик)
Ближний разведчик Як-9Р представлял собой переделку обычного Як-9, в свободном отсеке которого размещался аэрофотоаппарат, позволявший вести плановую съёмку с высот от 300 до 3000 метров. Самолёт выпускался небольшими партиями на авиазаводах, кроме того, в полевых авиаремонтных мастерских или рембазах в разведчик переделывали серийные Як-9. Второй вариант Як-9Р, дальний разведчик, являлся модификацией Як-9Д и отличался не только наличием фотоаппарата, но и более богатым оборудованием. Завод № 166 выпустил небольшое количество таких Як-9Р. Як-9Р старались применять там, где ведение разведки самолётами других типов, например Пе-2, было сопряжено с большим риском.

### Як-9Л
Первоначальное обозначение Як-9Б.

### Як-9Б (бомбардировщик)
Модификация на основе Як-9Д. В свободном пространстве фюзеляжа за кабиной пилота оборудовали бомбоотсек, содержащий четыре трубы, в которые можно было подвешивать четыре 100 кг бомбы или же размещать 4 кассеты по 32 противотанковые кумулятивные бомбы калибром 1,5 или 2,5 кг. Як-9Б вышел на испытания в марте 1944 г. Самолётами Як-9Б была вооружена 130 ИАД, действовавшая на Третьем Белорусском фронте. В Министерстве обороны России есть сведения о её действиях за период с 18 декабря 1944 г. по 20 февраля 1945 г. За этот период дивизия совершила 2494 боевых вылета. Было сброшено 156,5 тонн бомб и проведено 53 воздушных боя, в которых противник потерял 25 самолётов (20 FW-190, 2 Bf-109, 1 Ar-56, 2 Hs-129). Свои потери составили: 4 Як-9Б было сбито и столько же повреждено. Результаты бомбардировок: Уничтожено танков — 29, бронетранспортёров — 11, автомашин — 1014, орудий — 7, паровозов — 18, железнодорожных вагонов — 161, станционных зданий — 20, складов горючего — 4 и т. д. В общей сложности было построено 109 Як-9Б.

### Як-9ПД
Разработка этой модификации была связана с полётами над Москвой немецких разведчиков Ju-86r-1, которые начались с июля 1942 г. Истребитель создавался на базе Як-9 и оснащался высотным мотором М-105ПД и вооружался лишь одной 20 мм пушкой ШВАК. В апреле 1943 г. было изготовлено пять Як-9ПД, которые отправили в 12-й ГИАП ПВО Москвы, для испытаний. На большой высоте двигатель перегревался и работал нестабильно. В одном из полётов подполковник Л.А.Шолохов почти догнал Ju-86r-1, достигнув высоты 12100 м, но самолёт противника забрался более чем на 13000 м и из-за плохой работы мотора советский пилот не смог продолжить выполнение задания. Около года продолжалась доводка самолёта. За этот период увеличили высотность М-105ПД, затем на самолёт установили более высотный мотор М-106ПВ, существенно облегчили машину, изменили систему охлаждения, поставили новый винт и другое крыло большего размаха. Подключили специалистов из ЦАГИ и ЛИИ, провели исследования в аэродинамической трубе. Однако успеха всё не было. Только в апреле 1944 г., когда М-106ПВ оборудовали системой впрыска водо-спиртовой смеси, удалось получить приемлемую работу двигателя. В 1944 г. Як-9ПД начали делать на основе Як-9У. Масса самолёта составила рекордно малую для всех истребителей Як периода войны — всего 2500 кг. Высота полёта составила 13,1-13,5 км. Но к этому времени немецкие самолёты над Москвой уже не появлялись, и в бою истребители опробовать не довелось. Всего было выпущено 35 Як-9ПД, и все они находились в Московской зоне ПВО.

### Як-9У (улучшенный[источник не указан 837 дней])
В конце 1943 года появились два истребителя, обозначенные Як-9У: один с двигателем М-107А, другой с М-105ПФ-2. Помимо установки мотора другого типа была усовершенствована конструкция и аэродинамика базовой модели. Маслорадиатор убрали из-под капота и установили в центральной части крыла, полотняную обшивку хвостовой части фюзеляжа заменили на фанерную, улучшили герметизацию фюзеляжа и сделали множество других более мелких, но важных доработок. Вооружение обоих самолётов состояло из центральной пушки (23 мм на самолёте с М-105ПФ-2 и 20 мм на модели с М-107А) и двух синхронных 12,7-мм пулемётов. Испытания обоих самолётов проходили почти одновременно. Вариант с М-107А был признан лучшим из всех советских и иностранных истребителей, проходивших испытания в НИИ ВВС. Несмотря на выявленный целый ряд недостатков (в основном мотор и система охлаждения), самолёт был рекомендован в серию и в апреле 1944 г. появились первые серийные машины. За два месяца войсковых испытаний, с октября по декабрь 1944 г., лётчики 163-го Краснознаменного ИАП на тридцати двух Як-9У провели 398 самолётовылетов и в 18 воздушных боях сбили 27 FW-190А и 1 Bf-109G. Потери составили два Як-9У. В конце 1944 г. на Як-9У начали устанавливать новые радиаторы и улучшили каналы охлаждения, после чего температурные режимы в основном вошли в норму. Як-9У оказался одной из самых удачных модификаций советских самолётов периода ВОВ. Единственным, пожалуй, существенным недостатком Як-9У был малый ресурс двигателя М-107А, составлявший в начале всего 25 часов. У летчиков-истребителей самолёт Як-9У за свои выдающиеся качества получил прозвище «убийца» или «убивец».

### Як-9УТ
Модификация Як-9У с более мощным вооружением. На Як-9УТ устанавливались три пушки: центральная НС-37 калибром 37 мм и две синхронные Б-20С калибром 20 мм. Самолёт имел рекордную для советских истребителей массу секундного залпа — 6,0 кг. Причём установка центральной пушки была унифицирована, вместо НС-37 можно было ставить пушки калибром 20, 23 и 45 мм. В последнем случае вес секундного залпа возрастал до 9,3 кг. По своим ЛТХ Як-9УТ практически не отличался от Як-9У. Модификация выпускалась серийно с февраля 1945 г. Выпускаемые серийно самолёты имели вооружение состоявшее из центральной 23-мм пушки НС-23 и двух синхронных БС-20. За три месяца серийного производства было изготовлено 282 Як-9УТ, незначительное их количество попало на фронт в последние недели войны.

### Як-9В (вывозной)
Учебно-тренировочный самолёт имел улучшенное оборудование, убирающиеся шасси, вооружение (20 мм центральная пушка ШВАК), двигатель М-105ПФ-2. Благодаря убирающимся шасси Як-9В имел ЛТХ близкие к современным ему истребителям, а наличие пушки позволяло отрабатывать навыки стрельбы. Серийное производство Як-9В началось в августе 1945 г. и продолжалось в течение двух лет, за этот период выпустили 793 машины, из них 456 изготовили заново, а 337 переделали из Як-9М. На протяжении нескольких послевоенных лет Як-9В был основным УТС ВВС СССР.

### Як-9УВ (улучшенный вывозной)
УТС на базе Як-9У с двигателем М-107А. Испытания завершились в октябре 1945 г. Самолёт серийно не строился.

### Як-9 «Курьерский»
Транспортный самолёт предназначенный для перевозки одного пассажира (например фельдъегеря) во фронтовых условиях. Машина представляла собой смесь дальнего истребителя Як-9ДД и УТС Як-9В, без вооружения. В задней кабине отсутствовала приборная доска и органы управления, был установлен пол и внутренняя обшивка. Для комфорта в дальних перелётах в обеих кабинах были установлены специальные писсуары. Единственный экземпляр Як-9 «Курьерский» построили на заводе № 153 летом 1944 года, он прошёл заводские испытания, но на Государственные не передавался.

### Як-9П (пушечный)
Модификация Як-9У, отличалась более современным и разнообразным приборным и радиосвязным оборудованием, которое обновлялось и совершенствовалось по мере выпуска самолёта. Был увеличен объём крыльевых баков. Вооружение состояло из двух синхронных пушек Б-20С и унифицированной центральной пушечной установки, как на Як-9УТ.
Производство Як-9П началось в 1946 г. сначала это были самолёты с цельнометаллическим крылом, а с 1947 г. полностью металлические. В конце 1947 г. на машине установили реверсивный винт, благодаря которому длина пробега уменьшилась в 2 раза и пропала опасность капотирования при резком торможении. 
Производство Як-9П продолжалось до декабря 1948 г. 
Всего изготовили 801 истребитель, из них 772 цельнометаллических. Як-9П состоял на вооружении: СССР, Албании, Венгрии, Польши, Китая, Югославии.

## Производство
| Заводы              | 1942 год | 1943 год | 1944 год | 1945 год (I-е полугодие) | 1945 год (II-е полугодие) | 1946 год | 1947 год | 1948 год | Всего  |
| ------------------- | -------- | -------- | -------- | ------------------------ | ------------------------- | -------- | -------- | -------- | ------ |
| № 153 (Новосибирск) | 59       | 1761     | 5858     | 2867                     | 692                       | 353      | 697      | 249      | 12 536 |
| № 166 (Омск)        | -        | 732      | 1600     | 926                      | 158                       | -        | -        | -        | 3416   |
| № 82 (Москва)       | -        | -        | 373      | 403                      | 41                        | -        | -        | -        | 817    |
| Всего               | 59       | 2493     | 7831     | 4196                     | 891                       | 353      | 697      | 249      | 16 769 |

| Квартал | I    | II   | III | IV  | Всего |
| ------- | ---- | ---- | --- | --- | ----- |
| Як-9    | 2220 | 1976 | 676 | 215 | 5087  |

Як-9 М-105ПФ выпускали два завода: 
№ 153 — с октября 1942 г. по февраль 1943 г. (с 1-й по 3-ю серию, последний самолёт — № 03-51), всего 195 самолётов; и 
№ 166-с января по август 1943 г. (с 1-й по 6-ю серию), всего 264 самолёта. 
Таким образом, в общей сложности построено 459 самолётов Як-9 М-105ПФ.

### Стоимость
Самолёт Як-9 (ВК-107А) производства завода №153, без мотора. Отпускная цена на одно изделие во 2-м квартале 1945 года составляла в среднем 135 тысяч рублей. Стоимость мотора ВК-107А (завод №26) в тот же временной период была определена в 86 тысяч рублей.

## Боевое применение
С 1942 по 1945 год самолёт активно применялся во всех операциях Великой Отечественной войны и на равных противостоял своему главному противнику — Bf 109.
Также применялся в советско-японской войне в 1945.
С 1950 Як-9 участвовал в Корейской войне.

## Страны, использовавшие Як-9
- СССР
- Польская Народная Республика
- Болгария — 150 Як-9 были получены из СССР в 1944/1945/1948 году (Як-9Д — 30; Як-9М — 60; Як-9У — 30; Як-9П — 30)[5], в дальнейшем 20 из них передали СФРЮ, а в 1948—1950 гг. из СССР были получены Як-9П (сняты с вооружения в 1954—1955)[6]
- Венгрия — 120 единиц Як-9П, 1949 год, венгерское название «Vércse»
- СФРЮ
- Албания
- Монголия — ВВС Монголии получили 34 истребителей в конце июня 1945 года, все самолёты были сняты с вооружения в 1954 году
- КНДР
- Великобритания (Як-9ДД Джеймса Эрика Сторрара, командира 234 Sqn, RAF)

## Оценка проекта
В советской историографии истребителям Як отводилось особое место; свою роль в этом сыграли многократно переиздававшиеся книги А. С. Яковлева.
Часто советские истребители предвоенного поколения сравнивают с Bf 109E, на основе чего делается вывод, что Як-1, МиГ-3 и ЛаГГ-3 по совокупности характеристик превосходили немецкий истребитель. Однако серийное производство «E» началось в 1939 году, а перед нападением на СССР 2/3 истребительных групп люфтваффе, сосредоточенных на западных границах Советского Союза, полностью или частично перешли на Bf 109F-1. 
Осенью же 1941 года на фронте появился Bf 109F-2, по всем параметрам превосходивший Як-1 с мотором М-105ПА.
Осенью 1941 года в НИИ ВВС проводились исследовательские воздушные бои с Bf 109F-2. Немецкий истребитель из-за боевых повреждений в своё время приземлился прямо на поле Тушинского аэродрома. У земли «Мессершмитт» обгонял Як-1 на 30 км/ч. На высоте 1000 м немецкий истребитель имел незначительное преимущество по вертикальному и горизонтальному манёврам; на высоте 3000 м Як-1 и «Мессершмитт» находились в равных условиях. На высоте 5000 м Як-1 имел явное преимущество и по максимальной скорости, и по вертикальной и горизонтальной маневренности. Однако, на принимавшем участие в бою «Мессершмитте» на высотах свыше 2750 двигатель не добирал мощности из-за неотрегулированной системы нагнетания. Начальник НИИ ВВС генерал Фёдоров в письме к А. С. Яковлеву от 24 декабря 1941 года писал, что «в настоящее время у нас нет истребителя с лётно-тактическими данными, лучшими или хотя бы равными Ме-109F.»
Положение отчасти выравнялось с появлением Як-1 с форсированным мотором М-105ПФ, который превосходил по скорости пятиточечный Bf-109G во всём диапазоне высот от земли до 5000 м; Як-1 обгонял трёхточечный «Мессершмитт» на высотах до 2000 м, выше немецкий самолёт летал быстрее, причём на семи километрах разница в скорости составляла уже 96 км/ч. Однако Bf 109G имел худшую по сравнению с «F» аэродинамику, и по маневренности на вираже Як-1 превосходил «Мессершмитт» на высотах до 5000 м. Як-7 обладал теми же достоинствами и недостатками, что и Як-1 — превосходил «Мессершмитт» на горизонталях и в наборе высоты на малых и средних высотах, практически не имел преимущества по максимальной скорости и уступал по большинству параметров на больших высотах.
Новые Як-9 (и особенно Як-3) не уступали «Мессершмиттам» на малых и средних высотах.
Истребитель «Фокке-Вульф» (FW-190) считался на Восточном фронте более лёгким противником, чем «Мессершмитт»-109. Як-1 и Як-7 превосходили «Фокке-Вульф» по горизонтальной и вертикальной маневренности в диапазоне высот до 5000 м.
По вооружению Як-1 не уступал Вf 109F, однако появление «Густава», не говоря уже о FW-190, подорвало это равновесие. В какой-то мере положение исправили только Як-9Т, но это был самолёт не для среднего лётчика. Попытки достойно вооружить «Як» так и не привели к убедительным результатам. К концу войны считалось, что истребитель должен нести три-четыре пушки калибра 20-30 мм, исключением были только американские самолёты, имевшие исключительно мощное пулемётное вооружение, и «Яки». Правда, трёхпушечный Ла-7 тоже не стал массовым истребителем, но все же две пушки были лучше, чем пушка и пулемёт. Недовооружённость «Яков» отмечали многие известные лётчики, в частности, А. И. Покрышкин.
Согласно работам некоторых исследователей, большинство результативных лётчиков-истребителей ВВС РККА закончили войну или на самолётах Лавочкина, или на «Аэрокобрах». Однако, здесь надо иметь в виду, что Як-9 гораздо лучше других истребителей подходил для сопровождения ударных самолётов и его старались использовать соответственно, причем пилотам прямо запрещалось отрываться от «подопечных» для ведения боя, что значительно снижало их шансы на увеличение боевого счета. 
В отчётах по испытаниям истребителей «Як» отмечается исключительно удобное расположение приборов и органов управления в кабине, однако А. И. Покрышкин придерживался другого мнения: «Расположение приборов в кабине (имеется в виду Як-3) создавало для лётчика определённые неудобства». 
С другой стороны, маршал Савицкий считал истребители Яковлева лучшими самолётами такого класса.
Як-9Т, вооружённый 37-мм пушкой, был не самым массовым вариантом Як-9, однако именно на нём закончили войну многие асы. Он имел мощное вооружение вкупе с хорошими лётными характеристиками. В заключении по войсковым испытаниям отмечалось, что «самолётами Як-9Т целесообразно вооружать части с личным составом, хорошо владеющим воздушной стрельбой. Лётчик, летающий на Як-9Т, должен был быть своего рода снайпером и уметь поражать врага наверняка — с первого выстрела.»

## Тактико-технические характеристики
- Источник данных: Медведь А. Н., 208, стр. 59, 88; Шавров, 1988.

| ТТХ истребителей Як-9                     |                               |                               |                               |                               |                            |                            |                               |   |
|                                           | Як-9                          | Як-9Д                         | Як-9ДД                        | Як-9Т                         | Як-9К                      | Як-9ПД                     | Як-9У                         |   |
| Технические характеристики                |                               |                               |                               |                               |                            |                            |                               |   |
| Экипаж                                    | 1                             | 1                             | 1                             | 1                             | 1                          | 1                          | 1                             | 1 |
| Длина, м                                  | 8,5                           | 8,5                           | 8,5                           | 8,6                           | 8,66                       | 8,67                       | 8,55                          |   |
| Размах крыла, м                           | 9,74                          | 9,74                          | 9,74                          | 9,74                          | 9,74                       | 10,74                      | 9,74                          |   |
| Площадь крыла, м²                         | 17,15                         | 17,15                         | 17,15                         | 17,15                         | 17,15                      | 17,65                      | 17,15                         |   |
| Масса пустого, кг                         | 2200                          | 2350                          | 2346                          | 2298                          | 2291                       | 2310                       | 2512                          |   |
| Масса нормальная взлётная, кг             | 2873                          | 3174                          | 3276                          | 3025                          | 3028                       | 2845                       | 3204                          |   |
| Масса топлива, кг                         | 322                           | 486                           | 630                           | 330                           | 475                        | 320                        | 380                           |   |
| Двигатель                                 | 1×М-105ПФ                     | 1×ВК-105ПФ                    | 1×ВК-105ПФ                    | 1×М-105ПФ                     | 1×ВК-105ПФ                 | 1×М-105ПД                  | 1×М-107А                      |   |
| Мощность, л.с. (кВт)                      | 1× 1180 (868)                 | 1× 1180 (868)                 | 1× 1180 (868)                 | 1× 1180 (868)                 | 1× 1180 (868)              | 1× 1160 (853)              | 1× 1500 (1103)                |   |
| Лётные характеристики                     |                               |                               |                               |                               |                            |                            |                               |   |
| Максимальная скорость на высоте, км/ч (м) | 512 (0) 552 (1800) 577 (3900) | 535 (0) 567 (1659) 591 (3650) | 522 (0) 564 (1000) 584 (3900) | 533 (0) 574 (2100) 597 (3930) | 518 (0) 573 (3750)         | 500 (0) 615 (8000)         | 575 (0) 636 (2500) 672 (5000) |   |
| Посадочная скорость, км/ч                 | 130                           | 143                           | 145                           | 144                           | 142                        | 130                        | 140                           |   |
| Практическая дальность, км                | 848                           | 1360                          | 2285                          | 735                           | 598                        | 575                        | 675                           |   |
| Практический потолок, м                   | 10750                         | 9800                          | 9400                          | 10000                         | 10000                      | 13100                      | 10650                         |   |
| Время набора высоты 5000 м, мин           | 5,1                           | 6,1                           | 6,8                           | 5,5                           | 6,5                        | 5,3                        | 5,0                           |   |
| Время виража на 1000 м, с                 | 16-17                         | 26                            | 26                            | 18-19                         | 21-24                      | 19                         | 20                            |   |
| Нагрузка на крыло, кг/м²                  | 167                           | 192                           | 191                           | 176                           | 176                        | 143                        | 183                           |   |
| Тяговооружённость, Вт/кг                  | 306                           | 272                           | 263                           | 283                           | 283                        | 334                        | 350                           |   |
| Разбег, м                                 | 320                           | 370                           | 400                           | 380                           | 345                        | 375                        | 375                           |   |
| Пробег, м                                 | 485                           | 550                           | 500                           | 500                           | 455                        | 460                        | 530                           |   |
| Вооружение                                |                               |                               |                               |                               |                            |                            |                               |   |
| Пушечное                                  | 1× 20 мм ШВАК 120 снарядов    | 1× 20 мм ШВАК 120 снарядов    | 1× 20 мм ШВАК 120 снарядов    | 1× 37 мм НС-37 30 снарядов    | 1× 45 мм НС-45 29 снарядов | 1× 20 мм ШВАК 120 снарядов | 1× 20 мм ШВАК 120 снарядов    |   |
| Пулемётное                                | 1× 12,7 мм УБС 200 патр.      | 1× 12,7 мм УБС 200 патр.      | 1× 12,7 мм УБС 200 патр.      | 1× 12,7 мм УБС 200 патр.      | 1× 12,7 мм УБС 200 патр.   | нет                        | 2× 12,7 мм УБС                |   |

## Памятники
- В Омске установлен памятник самолёту Як-9 у проходной завода ПО «Полёт», на котором выпускались самолёты этой модификации.
- На Монументе Славы (Новосибирск) представлен макет самолёта Як-9.Макет Як-9 на Монументе славы в Новосибирске.

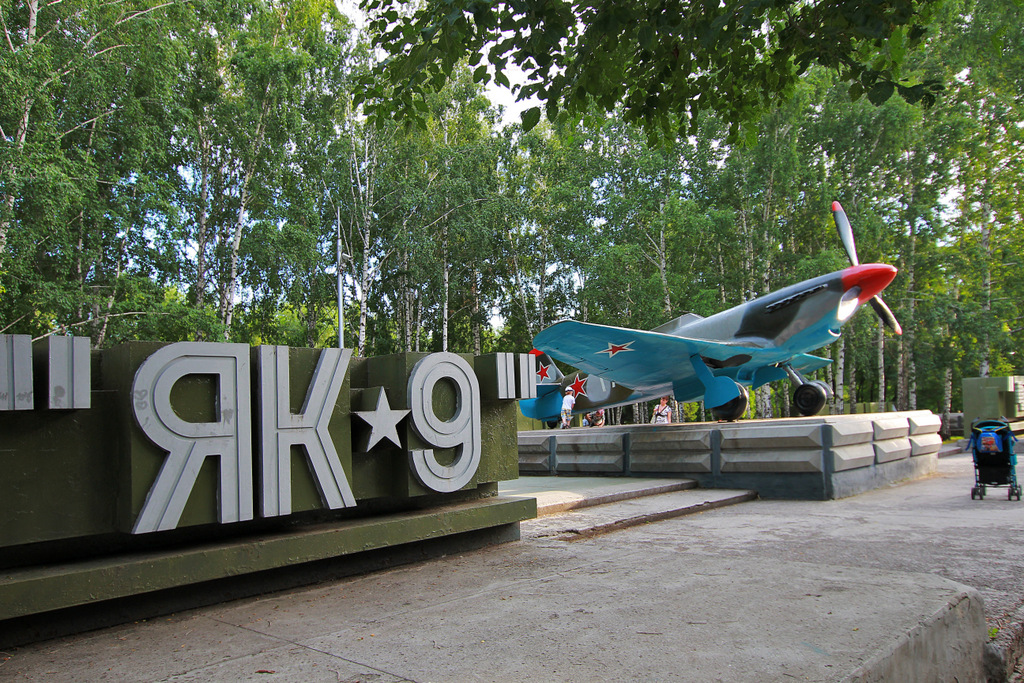
Макет Як-9 на Монументе славы в Новосибирске.

## В компьютерных играх

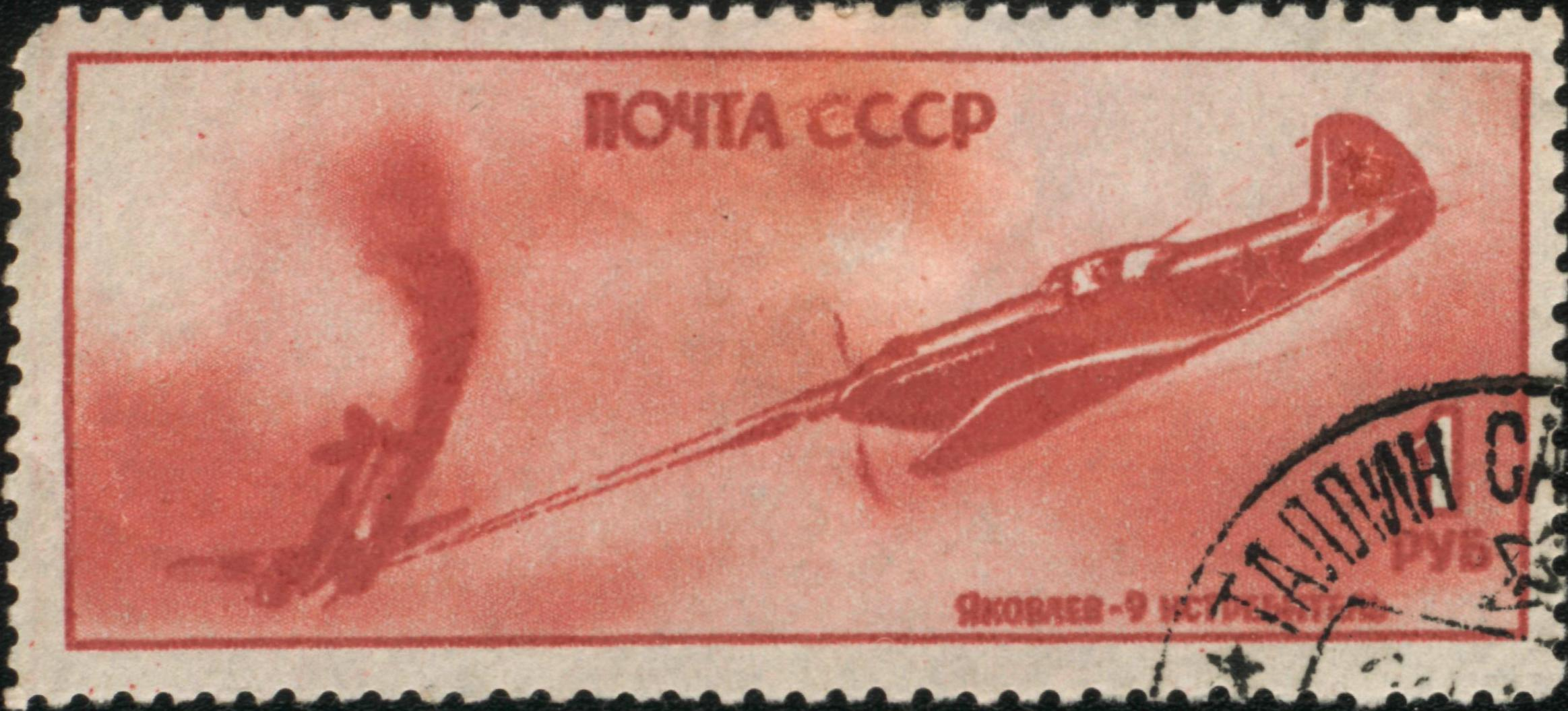
Почтовая марка СССР 1945 года: воздушный бой истребителя Як-9.

На Як-9 можно полетать в компьютерных играх, например «War Thunder», «World of Warplanes», «Ил-2 Штурмовик» и другие.

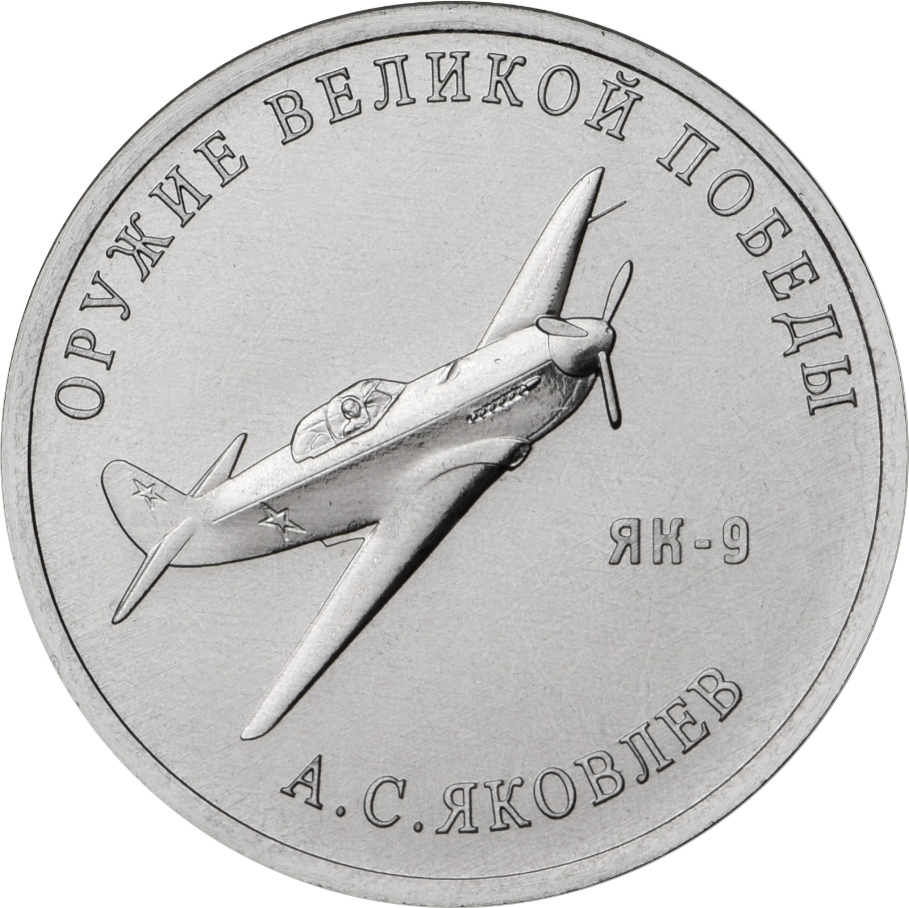
Монета Банка России. 25 рублей, реверс, анциркулейтед. Медно-никелевый сплав. Серия «Оружие Великой Победы (конструкторы оружия)». Конструктор А.С. Яковлев, истребитель Як-9.